# 墨西哥海軍
墨西哥海军是墨西哥的两支独立武装部队之一，成立於1821年1月19日。截至2020年，墨西哥海军由大约68,200名男女以及预备役人员组成，此外海軍還擁有超过189艘舰艇和大约130架飞机。
墨西哥海軍屬於褐水海軍，除了守衛墨西哥3,149,920 km2（1,216,190 sq mi）的海域以及11,122 km（6,911 mi）的海岸线外，墨西哥海軍亦有參與打擊毒品犯罪和保护墨西哥石油公司位於坎佩切州墨西哥湾沿岸的油井等行動。墨西哥海军的另一项任务是當發生飓风或其他自然灾害時，協助救助災民。